# Alexandr Rozenbaum
Alexandr Jakovlevič Rozenbaum (psaný i Aleksandr či Alexander Rosenbaum apod., rusky Алекса́ндр Я́ковлевич Розенба́ум, * 13. září 1951) je ruský zpěvák a básník z Petrohradu. Je předním interpretem žánru blatnaja pjesňa (zločinecká píseň). Moderní zpěváci v tomto žánru, například Michail Šufutinsky, často zpívají Rozenbaumovy písně.
V roce 1974 promoval na Státní Pavlovově lékařské univerzitě v Leningradu a čtyři roky pracoval jako lékař. Jeho hudební vzdělání sestává z kurzů klavíru a choreografie na hudební škole. V roce 1968, ještě jako student, Rozenbaum začal psát písně, které ho proslavily. Jeho první písně byly určeny pro studentské divadelní hry, ale brzy také začal psát pro rockové skupiny a od roku 1983 sám vystupovat jako zpěvák-skladatel, někdy pod pseudonymem Ajarov.
Jeho známé texty zpívají o Leningradu, sovětsko-afghánské válce, kozácích a Oděse. Písně jako „Gop-Stop“ (komedie o dvou gangsterech popravujících nevěrného milence) a „Vals-Boston“ (Bostonský valčík) jsou populární ve všech ruskými sociálních skupinách a generacích.
Rosenbaum je dobrý kytarista a doprovází se na šestistrunnou nebo dvanáctistrunnou akustickou kytaru.